# Junior Jones
Junior Jones (Brooklyn, 19 dicembre 1970) è un ex pugile statunitense.